# Odo von Champlitte
Odo von Champlitte (französisch: Eudes de Champlitte; * 1123; † nach 1187) war ein Feudalherr im 12. Jahrhundert.
Odo war der Sohn der Isabella von Burgund, einer Tochter des Stephan „Tollkopf“ von Burgund, die seit 1110 mit dem mächtigen Grafen Hugo von Champagne verheiratet gewesen war. Zwei Jahre nach Odos Geburt wurden er und seine Mutter von Graf Hugo verstoßen, der offenbar seine Vaterschaft von Odo bestritt und damit seine Ehefrau des Ehebruchs bezichtigte. Die große Grafschaft Champagne ging daher 1125 an Hugos Neffen, Theobald IV. von Blois, über. Odo konnte lediglich das Erbe seiner Mutter übernehmen, die Burg von Champlitte, die in der Freigrafschaft Burgund lag und damit zum Heiligen Römischen Reich gehörte.
Offenbar versuchte Odo Ansprüche auf die Champagne gegen den Grafen von Blois geltend zu machen, jedenfalls rechtfertigte König Ludwig VII. von Frankreich seinen Krieg gegen diesen auch in Odos Namen. Der König von Frankreich war allerdings gegen den Grafen von Blois-Champagne unterlegen und schloss 1143 Frieden mit ihm, womit die Ansprüche Odos fallen gelassen wurden.
Ab 1170 ist Odo im Besitz der Vizegrafschaft Dijon bezeugt, die er von einem Onkel seiner Frau Sibylle geerbt hatte. Mit ihr hatte er mehrere Kinder, darunter zwei Kreuzritter des vierten Kreuzzuges:
- Odo II. „le Champenois“ von Champlitte († Mai 1204 vor Konstantinopel), bestattet in der Apostelkirche ebenda; ⚭ um 1202 Emmeline de Broyes, † 1249 vor April, Tochter von Hugues III. de Broyes (Maison de Broyes) und Isabelle de Dreux (Haus Frankreich-Dreux), sie heiratete 1205 in zweiter Ehe Érard II., Seigneur de Chacenay († 1226) (Haus Chacenay)
- Wilhelm von Champlitte († 1209), Vizegraf von Dijon und Fürst von Achaia

## Weblink
- Vicomtes de Dijon (Champlitte) bei fmg.ac (englisch)

| Personendaten    | Personendaten                           |
| ---------------- | --------------------------------------- |
| NAME             | Odo von Champlitte                      |
| ALTERNATIVNAMEN  | Eudes de Champlitte (französisch)       |
| KURZBESCHREIBUNG | Herr von Champlitte, Vizegraf von Dijon |
| GEBURTSDATUM     | 1123                                    |
| STERBEDATUM      | nach 1187                               |